# Teofane I di Costantinopoli
Teofane I (in greco Θεοφάνης Α΄?; Atene, ... – 26 marzo 1597) è stato un arcivescovo ortodosso greco, patriarca ecumenico di Costantinopoli dall'agosto del 1596 al febbraio del 1597. Morì dopo 3 settimane dalla sua rinuncia al soglio patriarcale. Ricoprì precedentemente l'incarico di metropolita di Plovdiv.